# .mp
.mp je internetová národní doména nejvyššího řádu pro Severní Mariany (podle ISO 3166-2:MP).
V současné době je využívána jako doména pro stránky s obsahem pro mobilní telefony, jejímu vyššímu rozšíření bráni mj. i poměrně vysoká cena za registraci.